# 黄志双盖蕨
黄志双盖蕨（学名：Diplazium wangii）也称
黄志短肠蕨，为蹄盖蕨科双盖蕨属下的一个植物种。